# Vincenzo Forcella
Vincenzo Forcella, född 1837 i Corneto Tarquinia, död 1906, var en italiensk bibliotekarie och historiker. Han utgav bland annat Iscrizione delle chiese ed altri edifici di Roma dal secolo XII ai nostri giorni i 14 band, från 1869 till 1884.